# Supercopa de Japón 2018
La Supercopa de Japón 2018, también conocida como Supercopa Fuji Xerox 2018 (en inglés: Fuji Xerox Super Cup 2018) por motivos de patrocinio, fue la 25.ª edición de este torneo.
Fue disputada entre Kawasaki Frontale, como campeón de la J1 League 2017, y Cerezo Osaka, como ganador de la Copa del Emperador 2017. El partido se jugó el 10 de febrero de 2018 en el Estadio Saitama 2002 de la ciudad de Saitama.

## Participantes
| Bandera de Prefectura de Kanagawa | Kawasaki Frontale | Campeón de la J1 League (2017)          |
| Bandera de Prefectura de Osaka    | Cerezo Osaka      | Campeón de la Copa del Emperador (2017) |

## Partido
| 10 de febrero de 2018, 13:35 (UTC+9) | Kawasaki Frontale                  | 2:3 (0:1) | Cerezo Osaka                              | Estadio Saitama 2002, Saitama                                  |                                                                |
|                                      | Kobayashi 51' (pen.) · Ōkubo 90+2' | Reporte   | Yamaguchi 26' · Kiyotake 48' · Takagi 78' | Asistencia: 41.803 espectadores Árbitro(s): Kōichirō Fukushima | Asistencia: 41.803 espectadores Árbitro(s): Kōichirō Fukushima |

### Detalles
| 1          | Guardameta     | Jung Sung-ryong   |     |
| 6          | Defensa        | Yūsuke Tasaka     | 52' |
| 3          | Defensa        | Tatsuki Nara      |     |
| 5          | Defensa        | Shōgo Taniguchi   |     |
| 7          | Defensa        | Shintarō Kurumaya |     |
| 21         | Centrocampista | Eduardo Neto      |     |
| 19         | Centrocampista | Kentarō Moriya    | 46' |
| 14         | Centrocampista | Kengo Nakamura    | 46' |
| 41         | Centrocampista | Akihiro Ienaga    | 79' |
| 8          | Centrocampista | Hiroyuki Abe      | 71' |
| 11         | Delantero      | Yū Kobayashi      |     |
| Entrenador | Entrenador     | Tōru Oniki        |     |

| 21         | Guardameta     | Kim Jin-hyeon     |     |
| 2          | Defensa        | Riku Matsuda      |     |
| 14         | Defensa        | Yūsuke Maruhashi  | 81' |
| 22         | Defensa        | Matej Jonjić      |     |
| 23         | Defensa        | Tatsuya Yamashita |     |
| 6          | Centrocampista | Hotaru Yamaguchi  |     |
| 7          | Centrocampista | Kōta Mizunuma     | 64' |
| 10         | Centrocampista | Hiroshi Kiyotake  | 64' |
| 24         | Centrocampista | Kazuya Yamamura   |     |
| 8          | Delantero      | Yōichirō Kakitani | 46' |
| 9          | Delantero      | Ken'yū Sugimoto   | 81' |
| Entrenador | Entrenador     | Yoon Jong-hwan    |     |

| 4  | Delantero      | Yoshito Ōkubo    | 46' |
| 10 | Centrocampista | Ryōta Ōshima     | 46' |
| 25 | Centrocampista | Hidemasa Morita  | 52' |
| 16 | Centrocampista | Tatsuya Hasegawa | 71' |
| 20 | Delantero      | Kei Chinen       | 79' |

| 18 | Delantero      | Yang Dong-hyun   | 46' |
| 17 | Centrocampista | Takaki Fukumitsu | 64' |
| 13 | Delantero      | Toshiyuki Takagi | 64' |
| 26 | Centrocampista | Daichi Akiyama   | 81' |
| 5  | Defensa        | Yūsuke Tanaka    | 81' |

| Anotado · Penal | 51'   | Yū Kobayashi  | 1-2 |
| Anotado         | 90+2' | Yoshito Ōkubo | 2-3 |

| Anotado | 26' | Hotaru Yamaguchi | 0-1 |
| Anotado | 48' | Hiroshi Kiyotake | 0-2 |
| Anotado | 78' | Toshiyuki Takagi | 1-3 |

| Amonestado | 59' | Hiroyuki Abe |

| Amonestado | 42'   | Hiroshi Kiyotake |
| Amonestado | 90+6' | Takaki Fukumitsu |

| Árbitro             | Kōichirō Fukushima |
| Árbitros asistentes | Ryō Hirama         |
| Árbitros asistentes | Hironobu Kikawada  |
| Cuarto árbitro      | Akihiko Ikeuchi    |

| 1          | Guardameta     | Jung Sung-ryong   |     |
| 6          | Defensa        | Yūsuke Tasaka     | 52' |
| 3          | Defensa        | Tatsuki Nara      |     |
| 5          | Defensa        | Shōgo Taniguchi   |     |
| 7          | Defensa        | Shintarō Kurumaya |     |
| 21         | Centrocampista | Eduardo Neto      |     |
| 19         | Centrocampista | Kentarō Moriya    | 46' |
| 14         | Centrocampista | Kengo Nakamura    | 46' |
| 41         | Centrocampista | Akihiro Ienaga    | 79' |
| 8          | Centrocampista | Hiroyuki Abe      | 71' |
| 11         | Delantero      | Yū Kobayashi      |     |
| Entrenador | Entrenador     | Tōru Oniki        |     |

| 21         | Guardameta     | Kim Jin-hyeon     |     |
| 2          | Defensa        | Riku Matsuda      |     |
| 14         | Defensa        | Yūsuke Maruhashi  | 81' |
| 22         | Defensa        | Matej Jonjić      |     |
| 23         | Defensa        | Tatsuya Yamashita |     |
| 6          | Centrocampista | Hotaru Yamaguchi  |     |
| 7          | Centrocampista | Kōta Mizunuma     | 64' |
| 10         | Centrocampista | Hiroshi Kiyotake  | 64' |
| 24         | Centrocampista | Kazuya Yamamura   |     |
| 8          | Delantero      | Yōichirō Kakitani | 46' |
| 9          | Delantero      | Ken'yū Sugimoto   | 81' |
| Entrenador | Entrenador     | Yoon Jong-hwan    |     |

| 4  | Delantero      | Yoshito Ōkubo    | 46' |
| 10 | Centrocampista | Ryōta Ōshima     | 46' |
| 25 | Centrocampista | Hidemasa Morita  | 52' |
| 16 | Centrocampista | Tatsuya Hasegawa | 71' |
| 20 | Delantero      | Kei Chinen       | 79' |

| 18 | Delantero      | Yang Dong-hyun   | 46' |
| 17 | Centrocampista | Takaki Fukumitsu | 64' |
| 13 | Delantero      | Toshiyuki Takagi | 64' |
| 26 | Centrocampista | Daichi Akiyama   | 81' |
| 5  | Defensa        | Yūsuke Tanaka    | 81' |

| Anotado · Penal | 51'   | Yū Kobayashi  | 1-2 |
| Anotado         | 90+2' | Yoshito Ōkubo | 2-3 |

| Anotado | 26' | Hotaru Yamaguchi | 0-1 |
| Anotado | 48' | Hiroshi Kiyotake | 0-2 |
| Anotado | 78' | Toshiyuki Takagi | 1-3 |

| Amonestado | 59' | Hiroyuki Abe |

| Amonestado | 42'   | Hiroshi Kiyotake |
| Amonestado | 90+6' | Takaki Fukumitsu |

| Árbitro             | Kōichirō Fukushima |
| Árbitros asistentes | Ryō Hirama         |
| Árbitros asistentes | Hironobu Kikawada  |
| Cuarto árbitro      | Akihiko Ikeuchi    |

| Estadísticas       | Kawasaki Frontale | Cerezo Osaka |
| ------------------ | ----------------- | ------------ |
| Tiros              | 9                 | 7            |
| Tiros al arco      | 3                 | 0            |
| Faltas             | 13                | 15           |
| Tiros de esquina   | 3                 | 3            |
| Penales            | 1                 | 0            |
| Fueras de juego    | 3                 | 3            |
| Posesión del balón | 62%               | 38%          |

|                                  |
| Bandera de Prefectura de Osaka   |
| Campeón Cerezo Osaka 1.er título |